# Sukaczi
Sukaczi (ukr. Сукачі) – wieś na Ukrainie, w obwodzie kijowskim, w rejonie wyszogrodzkim, w hromadzie Iwanków. W 2001 roku liczyła 1636 mieszkańców.